# Phyllogomphoides insignatus
Phyllogomphoides insignatus là loài chuồn chuồn trong họ Gomphidae. Loài này được Donnelly mô tả khoa học đầu tiên năm 1979.